# Inger Heinerborg
Inger Elisabet Heinerborg, född Brundin 16 oktober 1951 i Ockelbo församling, Gävleborgs län, död 3 maj 1993 i Kungsängens församling, Stockholms län, var en svensk kristen sångare. Hon var från 1975 gift med Gerth Heinerborg som är son till pingstpastor Karl-Erik Heinerborg. Under en turné sommaren 1973 i Tyskland hoppade Inger in som vikarie i Abba för Agnetha Fältskog, som då födde sitt första barn.

## Diskografi i urval
- 1978 – Öppnade ögon (Prim)
- 1979 – Haleluyah [Hallelujah] (Prim)
- 1982 – En ton från himlen (Prim)
- 1986 – In duo (Prim)
- 1993 – Hur skall inte himlen vara då (Prim)